# Giovanni Battista Gandino
Giovanni Battista Gandino, indicato anche come Giovan Battista Gandino (Bra, 23 agosto 1827 – Bologna, 15 novembre 1905), è stato un latinista italiano, dal 1861 docente all'Università di Bologna.

## Biografia
Figlio di Domenico e Catarina Cravero, nato nel 1827 a Bra, in provincia di Cuneo, si iscrisse alla facoltà di giurisprudenza dell'Università di Torino ma non si è certi che arrivasse alla laurea. 
Suo compagno di studi giuridici fu Costantino Nigra.
Nella prima guerra d'indipendenza, si arruolò nell'esercito del Regno di Sardegna e fu ferito nella battaglia di Novara (22-23 marzo 1849).
Nel 1861 ottenne la cattedra di letteratura latina all'Università di Bologna, dapprima come professore straordinario, poi, due anni dopo, nel ruolo ordinario. Fu in questi anni, o dopo la morte di Maddalena Marliani, vedova dell'ex banchiere milanese Paolo Bignami (1868), che acquistò Villa Basabò fuori Porta Castiglione a Bologna dove fissò la residenza di famiglia. Nel 1885 circa acquistò anche la villa di campagna dei conti Malvezzi a Ozzano dell'Emilia dove intratteneva i suoi illustri ospiti.
Era socio dell'Accademia dei Lincei fin dal 1866.
Nell'ateneo felsineo fu amico e collega di Giosuè Carducci, docente di letteratura italiana; tra i suoi allievi ebbe Giovanni Pascoli, che nella cattedra bolognese succedette a Carducci nel 1904.
Cultore di Cicerone, fino ad essere considerato uno degli ultimi ciceroniani, con il suo insegnamento e gli scritti, in massima parte indirizzati all'ambito scolastico, contribuì alla formazione di molti studiosi postumi.
Dal matrimonio con Olimpia Orsi ebbe tre figli: Gemma, Maria Pia e Adolfo (1878-1940), musicista e apprezzato compositore di poemi sinfonici e lirica cameristica.
Morì a Bologna, a settantotto anni, nel 1905. È sepolto nel Campo Carducci, Muro di Cinta lungo il canale, cripta 2 bis della Certosa di Bologna.

## Omaggi
- Oltre alla città natale, molti comuni italiani hanno intitolato al suo nome vie cittadine; tra i maggiori si possono citare: Torino, Bologna e Roma.

## Opere (lista incompleta)

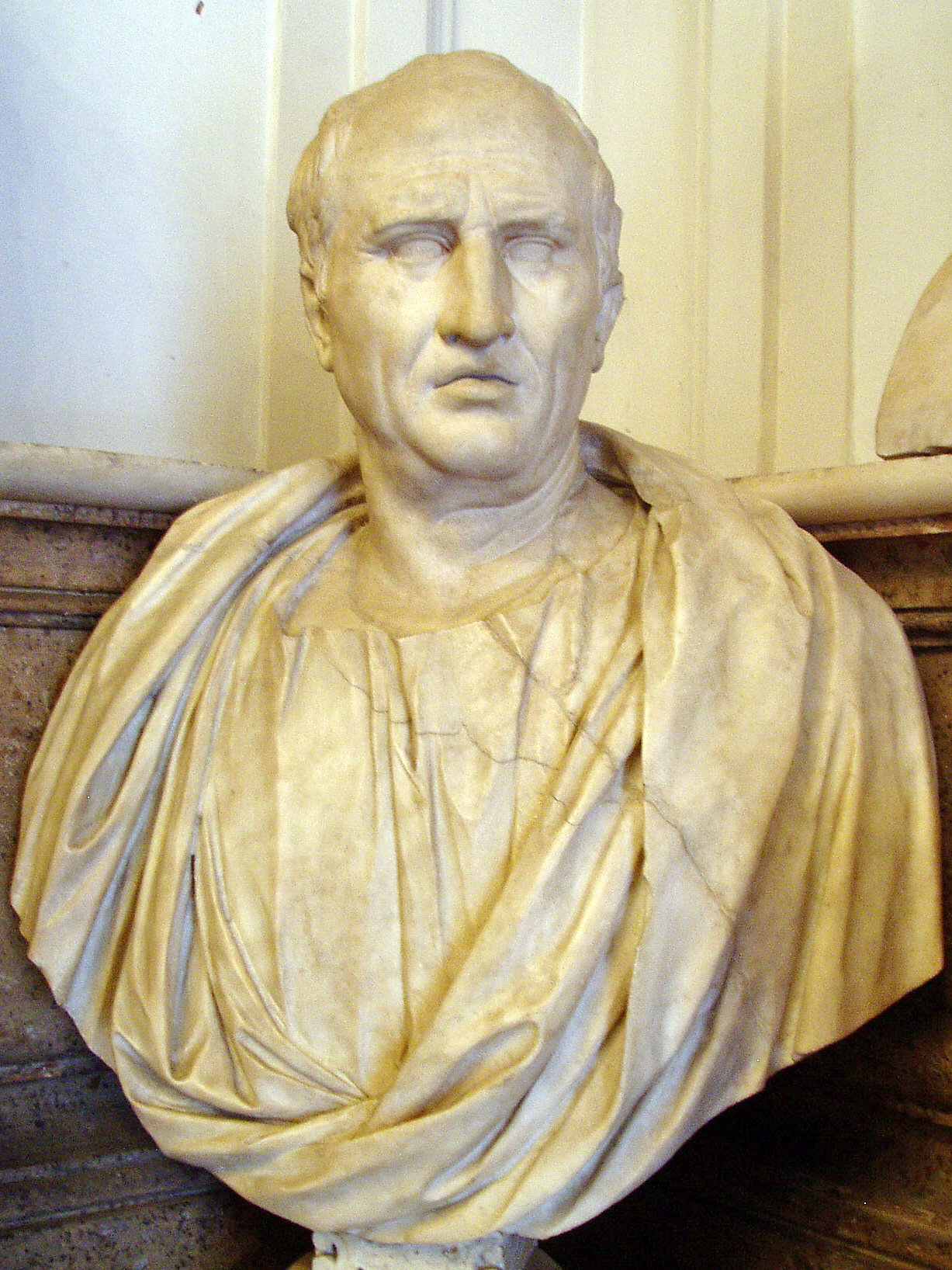
Busto di Cicerone

- Mariae Piae Victorii Emmanuelis II regis Italiae filiae sponsae Aloisio I regi Lusitaniae carmen nuptiale, Augustae Taurinorum, ex officina I. B. Paraviae et sociorum, 1862.
- Anthologica latina in quinque libros digesta in usum gymnasiorum, III ed., Augustae Taurinorum, ex officina J. Balionis, 1862-1863.
- Osservazioni critiche intorno all'argomento acrostico del "Miles Gloriosus" di Plauto, in "Rivista di filologia e di istruzione classica", Anno 1, 1873, pp. 415–432.
- Epistola in nuptiis Aemilii Tezae et Nuntiatae Perlascae, Bononiae, ex Officina Favae et Garagnani, 1877.
- Studi di latino antico, estratto da Rivista di filologia ed istruzione classica, Torino, Ermanno Loescher, 1877-1878.
- Letture latine per uso dei principianti scelte e annotate da G. B. Gandino, Torino, G. B. Paravia e C., 1888. URL consultato il 23 maggio 2024. Ospitato su Archive.org.
- Lo stile latino mostrato con temi di versione tratti da scrittori italiani del secolo XIX e corredati di regole ed osservazioni ad uso delle scuole, Torino, Stamperia Reale della ditta G. B. Paravia, 1893.
- Esercizi latini, con regole ed osservazioni, per uso dei ginnasi, Torino, Ditta G.B. Paravia e C., varie ristampe, 1912-1933.
- La sintassi latina mostrata con luoghi di Cicerone tradotti ed annotati da G. B. Gandino, per uso di retroversione nei ginnasi e nei licei, Torino, G. B. Paravia e C., varie ristampe, 1920-1932.